# Tatjana Jakovljevna Jelizarenkova
Tatjana Jakovljevna Jelizarenkova (rusko Татья́на Я́ковлевна Елиза́ренкова), ruska indologinja in jezikoslovka, * 17. september 1929, Leningrad, † 5. september 2007, Moskva.
Jelizarenkova je najbolj znana po svojih raziskovanih vedskih besedil in prevodu celotne Rigvede v ruski jezik. 

## Življenje
Končala je filološko fakulteto MGU (1951) in kasneje delala na Inštitutu vzhodnih znanosti RAN. Doktorirala je leta 1994. Bila je specialist za vedsko kulturo. Petinpetdeset let je posvetila delu in študiji prevodov  vedskih besedil. V času sovjetske oblasti je oblast nanjo izvajala pritiske. Po besedah njene učenke Viktorije Lysenko, ji je KGB prepovedal predavanje sanskrta na filozofski fakulteti MGB .. Jelizarenkova je izdala prevod izbranih del iz Rigvede leta 1972 in Atharvede leta 1976. Leta 1976 je v soavtorstvu z možem V.N. Toporovom izdala v angleščini jezikoslovno analizo Pali jezika: The Pali Language. Bila je tudi strokovnjak za Hindi jezik in izdala mnogo del o gramatiki tega jezika. Kasneje je izdala popolni prevod  Rigvede iz sanskrta v ruščino v letih 1989-1999 (3 zvezki) in Atharvavede v letih 2005-2010. Petega septembra 2007 na dan njene smrti, so jo poklicali iz založbe, da je prišla korektura drugega zvezka Atharvavede. Na tretjem zvezku je delala do zadnjega meseca svojega življenja – in ga skoraj dokončala. Hčeri je povedala, da ji je ostalo še za mesec ali dva dela.. Tretji, zadnji zvezek (ki je ostal preveden do druge polovice XIX. knjige) je bil izdan leta 2010. Jelizarenkova je pristopala k raziskovanju indijskih besedil predvsem kot jezikoslovka, njeni komentarji pa vključujejo podrobno gramatično analizo besedila, na katerem so narejene filologične in zgodovinske interpretacije. Jelizarenkova je bila žena in pogosti soavtor z akademikom  V.N. Toporovom. Rodili sta se jima dve hčeri.

## Priznanja

### Nagrade
Leta 2004 jo je Indija odlikovala z najvišjim redom za tujce Padma Shri za prevod celotne Rigvede v ruski jezik. Nagrajena z mednarodno nagrado Nikolaja Reriha leta 2006 v nominaciji Napredek pri oblikovanju kulturne podobe Rusije v svetu. .

### Disertacije
- Классы глаголов в древнеиндийском языке (Ригведа). АД … к.филол.н. М., 1955. 13 с.
- Язык и стиль ведийских риши. АД … д.филол.н. М., 1993. 34 с.

### Monografije
- Аорист в «Ригведе». М.: ИВЛ. 1960. 151 стр. 1200 экз.
- Елизаренкова Т. Я., Топоров В. Н. Язык пали. М.: Наука, 1965. 248 стр. 1200 экз. (Серия «Языки народов Азии и Африки»).
  - 2-е изд., доп. М.: Вост. лит. 2003.
- Исследования по диахронической фонологии индоарийских языков. М.: Наука, 1974. 293 стр. 1200 экз.
- Грамматика ведийского языка. М.: Наука, 1982. 439 стр. 1500 экз.
- Vedski jezik. (Rusko: Ведийский язык.) (Серия «Языки народов Азии и Африки»). М.: Наука, 1987. 179 стр. 2000 экз.
- Язык и стиль ведийских риши. М.: Наука-Вост.лит. 1993. 320 стр. 1000 экз. ISBN 5-02-016801-7
  - (engl. trans. Albany. 1995. 331 p.)
- Слова и вещи в «Ригведе». М.: Вост. лит., 1999. 240 стр. 1000 экз. ISBN 5-02-018146-3

### Prevodi z vedskega jezika
- Rigveda. Izbrane himne (Rusko: Ригведа. Избранные гимны). / Пер. Т. Я. Елизаренковой. М., Наука. 1972. 418 стр. 5000 экз.
- Atharvaveda. Izbrano (Rusko: Атхарваведа. Избранное.) / Пер. Т. Я. Елизаренковой. М., 1976. 2-е изд., репр. М., ВЛ. 1995. 408 стр. 3000 экз.
- Rigveda (V 3. zvezkih) (Rusko: Ригведа. [В 3 т.]) / Пер. Т. Я. Елизаренковой. (Серия «Литературные памятники»). М.: Наука, 1989—1999.
  - Mandale I-IV, 1999. - Мандалы I—IV. 1989. 768 стр. 2-е изд., испр. 1999. 2500 экз. ISBN 5-02-011762-5
  - Mandale V-VIII, 1999 - Мандалы V—VIII. 1995. 752 стр. 2-е изд., испр. 1999. 2500 экз. ISBN 5-02-011763-3
  - Mandale IX-X, 1999. - Мандалы IX-X. 1999. 560 стр. 2500 экз. ISBN 5-02-011587-8
- Atharvaveda. - Атхарваведа (Шаунака): В 3-х томах / Пер., вступ. ст., комм. и прил. Т. Я. Елизаренковой. (Серия «Памятники письменности Востока». Вып. CXXXV, части 1-3). М.: Вост. лит., 2005—2010. ISBN 5-02-018480-2
  - Zvezek 1. Knjige I-VII. - Т. 1. Книги I—VII. 2005. 576 стр. 1200 экз. ISBN 5-02-018479-9
  - Zvezek 2. Knjige VIII-XII. - Т. 2. Книги VIII—XII. 2007. 296 стр. 1200 экз. ISBN 978-5-02-018560-9
  - Zvezek 3. Knjige XIII-XIX. - Т. 3. Книги XIII—XIX. 2010. 232 стр. 800 экз. ISBN 978-5-02-036440-0